# Tomoyuki Kotani
Pour les articles homonymes, voir Kotani.
 (janvier 2019).
Tomoyuki Kotani (小谷 智之, Kotani Tomoyuki, alias Styleos) est un illustrateur japonais, né en 1977. Il commence sa carrière avec des illustrations du jeu de mahjong érotique Taisen Hot Gimmick Kairakuten de la société Psikyo. Il travaille ensuite pour les sociétés Eolith et SNK sur la série The King of Fighters des opus 99 à 2002 ainsi que sur les illustrations du jeu de combat Gouketsuji Ichizoku Toukou: Matrimelee.

## Biographie
Tomoyuki Kotani rejoint la société Cave en 2005 où il dessine les personnages très sexy des shoot them up Mushihime-sama et Ibara en arcade, ainsi que les illustrations des versions pour téléphones portables des jeux Guwange, Uo Poko et Mushihime-sama.